# Rise of the Tomb Raider
 (février 2025).
Si vous disposez d'ouvrages ou d'articles de référence ou si vous connaissez des sites web de qualité traitant du thème abordé ici, merci de compléter l'article en donnant les références utiles à sa vérifiabilité et en les liant à la section « Notes et références ».
Rise of the Tomb Raider est un jeu vidéo d'action-aventure développé par Crystal Dynamics et édité par Microsoft pour les versions Xbox One et Xbox 360 et par Square Enix Europe pour les autres, sorti en novembre 2015 sur Xbox 360 et Xbox One, en janvier 2016 sur Windows, en octobre 2016 sur PlayStation 4 en édition 20e anniversaire et en avril 2018 sous Linux et macOS en édition 20e anniversaire. Le jeu était également sur Google Stadia.
Le jeu est la suite de Tomb Raider sorti en 2013. Il s'agit donc du deuxième épisode du reboot de la franchise Tomb Raider.

## Trame

### Scénario
Après avoir été témoin des phénomènes surnaturels sur l'île du Yamataï, Lara Croft comprend désormais le but des recherches de son père et poursuit les travaux de ce dernier qui avait consacré sa vie à la recherche de la vie éternelle. Richard Croft était sur le point de faire une grande découverte sur l’immortalité de l’âme grâce à la Source Divine, puissante relique pouvant conférer l'immortalité.
Malgré les mises en garde de sa belle mère Ana, Lara est déterminée et obstinée à poursuivre son objectif en quête de réponses.
Cela la mène dans un premier temps en Syrie, à la recherche du tombeau d'un mystérieux prophète du Xe siècle qui serait revenu d'entre les morts pour guider son peuple hors de l'Empire byzantin. Alors qu'elle trouve enfin le tombeau, Lara est surprise par des hommes armés qui appartiennent à l'Ordre de la Trinité, un groupuscule millénaire formé par le Vatican qui a pour objectif d'acquérir des reliques mystiques aux pouvoirs surnaturels pour imposer leur idéologie au monde. Étant également à la recherche de la Source divine, les Trinitaires sont prêts à massacrer tous ceux qui se trouvent sur leur chemin. Après leur avoir faussé compagnie, Lara remarque un symbole dans le tombeau qui lui fera faire le lien avec Kitej, mythique cité située au Nord-Est de la Sibérie, disparue depuis des siècles. Mais les trinitaires volent ses travaux et une course contre la montre commence alors pour trouver en premier la cité perdue.
Avec l’aide de Jonah, l’un des rescapés de l’expédition du Yamataï, cette dernière se rend en Sibérie afin de trouver la Source Divine. Escaladant dangereusement les montagnes, les deux amis sont séparés par une avalanche.
Lara continue seule en appliquant ses compétences de survivante acquises au Yamataï et découvre que les Trinitaires sont déjà arrivés et se sont établis dans une ancienne base soviétique abandonnée. Mais Lara découvre également l'existence de Natifs qui vivent cachés dans la vallée et les montagnes. Ils semblent protéger les secrets de la Source Divine, en espionnant les Trinitaires pour en apprendre davantage.
Lara se retrouve capturée par les Trinitaires et découvre avec horreur qu'Ana s’est jointe à eux il y a fort longtemps, ainsi que son frère Konstantin. Ana a décidé de trahir les Croft pour accéder à la Source Divine dans l’espoir de guérir d'une maladie mortelle. Ana propose à Lara de les rejoindre mais cette dernière refuse et parvient à s'échapper en libérant au passage le chef des natifs que Konstantin a capturé : Jacob.
Lara et Jacob parviennent à semer les Trinitaires mais après une course-poursuite explosive, Lara saute d’une immense cascade jusque dans un lac gelé pour pouvoir fuir la Trinité. Elle ne doit sa survie qu'à l'intervention de Jacob, ce dernier l’aide à s’en remettre puis lui révèle qu'elle doit renoncer à chercher la Source et que son peuple la protège depuis des siècles, mais Lara refuse voulant rétablir l'honneur de son père et souhaitant, plus que tout, découvrir la vérité. Jacob accepte donc de l'accompagner jusque dans son village mais le duo doit se séparer dans une vieille mine de cuivre abandonnée près du complexe soviétique à cause d'un éboulement provoqué par une machine de forage des Trinitaires. Lara finit malgré tout par atteindre des ruines de la cité perdue de Kitej et fait la connaissance du peuple de Jacob, ce dernier arrive in extremis alors que Lara était sur le point de se faire tuer car elle est considérée comme une ennemie aux yeux des Natifs. Jacob assure à son peuple qu'elle peut les aider, une féroce bataille commence donc entre les Natifs et les Trinitaires.
Si Jacob estime que Lara mérite la vérité, il guidera l’archéologue jusqu’au bout de son périple. La jeune femme réussit à faire décrocher la victoire aux Natifs même si les pertes sont considérables. Jacob remarque la détermination inébranlable et le courage indomptable de l'aventurière, il lui révèle qu'un Atlas a été conçu, jadis pour localiser tous les trésors du prophète y compris la cité perdue, et donc la Source.
Lara parvient à le retrouver et découvre folle de joie que Jonah a retrouvé sa trace et a rejoint les Natifs, mais alors qu'ils fêtent leurs retrouvailles et qu'ils déchiffrent l'Atlas localisant la cité sous un gigantesque glacier, les Trinitaires attaquent de nouveau et parviennent à voler l'Atlas et capturent Jonah.
Lara décide de faire une croix sur sa quête pour aller sauver son ami, retenu prisonnier à la base soviétique. Mais elle ne parvient pas à empêcher Konstantin de blesser mortellement Jonah, les Natifs le ramènent d'urgence auprès de Jacob qui parvient à le guérir miraculeusement. Stupéfaite, Lara comprend abasourdie que Jacob n’est autre que le prophète et lui demande des explications. Il lui explique toutefois que si la Source possède un grand pouvoir, elle n'a rien de divin car c’est le pouvoir qui a provoqué la chute de Kitej. De plus, Jacob admet avoir fait l'erreur de transformer son ancienne armée en soldats immortels et que ces derniers ont dévasté Kitej en l'enfouissant sous la glace afin de garder le pouvoir. Lara et les Natifs empruntent alors un tunnel secret qui leur permet d'accéder premièrement à l'ancien observatoire de Kitej; porte d’entrée de la cité. Lara parvient à rejoindre Kitej en se faufilant discrètement par de dangereux chemins enneigés et glacés. Au cœur de la cité, une terrible bataille commence alors entre Natifs, Trinitaires et Immortels.
Durant la bataille Lara parvient à vaincre Konstantin au sommet d’une tour du palais du prophète, mais ce dernier lui apprend que son père ne se serait pas suicidé par le déshonneur qu’ont engendré ses recherches excentriques, mais qu’il aurait été tué par l’Ordre de la Trinité. Le joueur a alors le choix de tuer Konstantin ou bien de le laisser mourir dans l'incendie de la tour.
Lara retrouve ensuite Ana qui a déjà pris possession de la Source dans la plus haute tour du palais; la Chambre des Âmes. 
Lara parvient cependant à la lui reprendre. À la demande de Jacob, elle décide de détruire l’artefact qui entraîne la disparition des Immortels mais aussi de Jacob qui remercie Lara de lui accorder enfin la paix.
De retour à Londres, Lara et Jonah prennent la décision de continuer à résoudre les mystères surnaturels qui restent encore sans réponses. Lara comprend donc que le monde n’est pas celui que l’on croit et qu’elle se doit de découvrir ces secrets dans son propre intérêt afin de stopper l’Ordre de la Trinité.
Scène post-générique
Quelques jours plus tôt en Sibérie, après un adieu déchirant avec Jacob, Lara et Ana parviennent à quitter la cité. La jeune femme menace Ana avec son arme pour savoir si les Trinitaires ont bel et bien tué son père. Elle lui avoue que c’était ses ordres mais qu’elle n’avait pas pu car elle l’aimait. Soudain, Ana est abattue à distance par un sniper inconnu avant qu’elle n’ait pu en dire plus. Ce dernier, en communication avec un homme mystérieuse par radio, lui demande s'il doit aussi tuer Lara Croft. La mystérieuse voix lui répond que son heure n'est pas encore venue.

### Personnages
- Lara Croft (VF : Alice David ; VO : Camilla Luddington) : Jeune archéologue prodige et dernière descendante de la famille Croft. Aventurière endurcie depuis son périple sur l'île du Yamataï, elle n'a de cesse de chercher une preuve de la possibilité de l'immortalité en reprenant les travaux de son défunt père.
- Jacob (VF : Cyrille Monge ; VO : Philip Anthony-Rodriguez) : Il est le chef des natifs protégeant les ruines de la cité de Kitej. Il était emprisonné dans le goulag jusqu'à ce que Lara le libère. Sage et bienveillant, il est disposé à l'aider dans sa quête mais semble en savoir plus que ce qu'il paraît sur Kitej.
- Sofia (VF : Marie-Eugénie Maréchal ; VO : Jolene Andersen) : La fille de Jacob. Elle est intrépide et manie l'arc avec dextérité. Dans un premier temps hostile envers Lara, elle finit par lui accorder sa confiance.
- Jonah (VF : Jérémie Covillault ; VO : Earl Baylon) : Rescapé du Yamataï, il suit Lara dans ses aventures jusqu'à ce qu'une avalanche les sépare. Il n'aura de cesse d'essayer de retrouver sa trace.
- Ana (VF : Marie Zidi ; VO : Laura Waddell) : La compagne de Richard Croft et belle-mère de Lara. Depuis le suicide de Lord Croft, elle s'inquiète pour Lara.
- Konstantin (VF : Arnaud Arbessier ; VO : Zack Ward) : Le chef des opérations de la secte des Trinitaires. Il supervise les recherches de la cité de Kitej et convoite la Source divine. Redoutable tueur, il est d'autant plus motivé qu'il pense être un soldat de Dieu devant purifier l'Humanité.
- Lord Richard Croft (VF : Paul Borne ; VO : Michael Maloney) : Le père de Lara était un éminent archéologue, jusqu'à ce que ses travaux sur l'immortalité ne jettent le discrédit sur sa réputation. Conspué par ses pairs, il mit fin à ses jours. Depuis l'aventure de Lara sur l'île du Yamataï, celle-ci est déterminée à rétablir la réputation de son père.

## Système de jeu
Le jeu se repose sur ce qu'avait introduit le reboot Tomb Raider en termes de gameplay. Cette fois-ci, l'aspect survie est plus marqué, notamment avec des ressources à collecter pour construire divers éléments comme des bombes ou des soins que Lara pourra utiliser sur le terrain à la façon de The Last of Us. On retrouve les feux de camps qui permettent d’attribuer les points de compétences de Lara, mais ce système a été revu pour être plus complet avec par exemple des compétences spéciales déblocables en complétant des quêtes annexes, des tombeaux. De nouvelles fonctionnalités font leur apparition comme la flèche empoisonnée, un plus grand nombre d'armes ou bien un deuxième piolet aussi utile en combat qu'en escalade.
Le joueur peut également utiliser la furtivité pour progresser dans certaines parties du jeu, en utilisant des arcs et des flèches pour élimination des ennemis, en créant des distractions pour détourner l'attention de l'ennemi de Lara ou en se cachant dans les buissons pour échapper aux ennemis. Lara peut utiliser l'environnement pour combattre les ennemis, tirer des barils explosifs, démolir des structures enveloppées de corde avec des flèches de corde ou tendre une embuscade aux ennemis depuis les hauteurs. Elle peut également utiliser son piolet et son couteau de combat pour s'engager dans un combat de mêlée avec des ennemis. L'achèvement des objectifs et du contenu secondaire et l'élimination des ennemis donnent aux joueurs des points d'expérience (XP). Lorsque les joueurs collectent suffisamment d'XP, ils s'élevent, recevant un point de compétence, qui peut être dépensé sur les trois arbres de compétences du jeu : Castagneur, Chasseur et Survivant. Castagneur améliore l'efficacité de Lara avec les armes, lui donnant des capacités telles que la récupération de flèches de cadavres et une visée constante, ainsi que sa résilience contre les attaques et débloque de nouvelles compétences de combat, telles que l'esquive. Chasseur lui donne un avantage lorsqu'il s'agit de traiter avec les environnements et les animaux. Et survivant couvre un large éventail de compétences telles que la création de bombes incendiaires et la mise en place de pièges. Lara apprend de nouvelles langues, ce qui lui permet de découvrir des reliques (telles que des pièces de monnaie) qui peuvent être échangées contre de nouveaux équipements. 
Le jeu dispose de hubs semi-ouverts que les joueurs peuvent explorer. Dans les hubs, il y a des objets que Lara peut collecter, y compris des matériaux d'artisanat et des caches de survie. Ces objets et objets de collection tels que des reliques et des documents peuvent être révélés aux joueurs en utilisant Instinct de survie, un mode de vision qui met en évidence les objets d'intérêt. En collectant les matériaux, les joueurs peuvent fabriquer des objets avec le menu d'artisanat du jeu ; Lara peut fabriquer des munitions, des flèches empoisonnées (en utilisant des champignons à capuchon mortel), des Cocktails Molotov et des grenades à main à partir de canettes et de bouteilles. Les zones ouvertes sont remplies d'animaux sauvages, qui peuvent être chassés pour collecter plus de ressources. Le joueur peut découvrir et explorer des tombes de défi pour de nouvelles compétences et tenues. La tenue de Lara, qui affecte ses performances au combat, peut être changée dans les camps de base. Les camps permettent à Lara de changer ses chargements d'armes, et sont des points de voyage rapides qui permettent au joueur d'explorer une zone précédemment recherchée. Le jeu a des missions secondaires et des défis qui peuvent donner aux joueurs un nouvel équipement, et le joueur naviguent dans des environnements complexes pour progresser. Lara peut utiliser son piolet pour escalader certaines surfaces (telles que les falaises et les glaciers) et ses flèches de corde pour créer des tyroliennes pour accéder aux zones difficiles d'accès, et peut grimper aux arbres et nager. Les joueurs résolvent des énigmes pendant le jeu, dans sa campagne principale et son contenu optionnel. Les énigmes, basées sur la physique du jeu, se connectent souvent ; les joueurs doivent résoudre des énigmes de connexion pour en résoudre une plus grande.
Contrairement au redémarrage de Tomb Raider, Rise of the Tomb Raider n'a pas de mode multijoueur. Il introduit les expéditions, qui permettent au joueur de rejouer n'importe quel niveau du jeu avec de nouvelles contraintes et exigences. En complétant les expéditions, le joueur gagne des crédits qui peuvent ensuite être utilisés pour acheter des cartes de collection numériques afin de modifier le gameplay. Les cartes communes ne peuvent être utilisées qu'une seule fois, et les cartes en aluminium peuvent être utilisées à plusieurs reprises. Les cartes peuvent également être achetées en microtransactions.
Il existe plusieurs extensions du jeu, disponibles en DLC. L'une d'entre elles permet d'accéder au manoir des Croft, à travers deux niveaux. Dans « Les liens du sang », Lara revient à son manoir pour empêcher l'oncle véreux d’accaparer son héritage que constitue la propriété familiale. Dans « Le cauchemar de Lara », l'archéologue rêve que son manoir est envahi par des hordes de morts-vivants et doit les affronter,.
"Les liens du sang" est jouable en réalité virtuelle sur la version PS4 du jeu, avec le PSVR.

## Fiche technique
- Réalisation : Noah Hughes
- Co-réalisation du jeu : Brian Horton et Daniel Neuburger
- Scénario : Rhianna Pratchett
- Production : Rose Hunt
- Production exclusif : Ron Rosenberg, Morgan W. Gray et Scott Amos
- Directeur artistique : Brenoch Adams
- Directeur de la performance : Tore Blystad
- Animateur principal : Brandon Fernández
- Musique : Bobby Tahouri
- Designer des graphismes : Michael Brinker
- Programmateur : Steve Austin

## Développement
Lors du Comic-Con 2013, Phil Rogers, président des filiales Square Enix Amérique et Europe, confirme le développement d'une suite sur consoles de nouvelle génération pour Tomb Raider. Le titre est dévoilé officiellement lors de la conférence de Microsoft à l'E3 2014 : Rise of the Tomb Raider.  La bande originale « The Car Chase » du film Un homme d'exception a été utilisé pour le premier trailer.
Le jeu est développé par Crystal Dynamics, avec Eidos Montréal fournissant un soutien. Le développement du jeu a commencé deux semaines après que l'équipe ait fini de polir le redémarrage de 2013. Dirigé par Noah Hughes, ainsi que Brian Horton et Daniel Neuburger, respectivement directeurs créatifs et de jeux de la franchise. Rhianna Pratchett est revenue en tant que scénariste du jeu, et Camilla Luddington a repris son rôle de protagoniste Lara Croft. Bobby Tahouri, connu pour son travail sur la série Game of Thrones, a composé la bande originale.

### Le développement de l’histoire
L'une des intentions du jeu était de créer une expérience plus "personnelle" pour les joueurs, et l'équipe voulait explorer le voyage dans lequel Lara devient le voleur de tombe. Elle devient déterminée à découvrir plus de mythes et convainc le monde qu'ils sont réels à la fin du redémarrage de 2013 ; c'est devenu sa principale force motrice dans la suite. Bien que Lara doive encore lutter pour survivre, elle est plus confiante et compétente. L'équipe a essayé de trouver un équilibre, rendant Lara plus expérimentée et compétente, mais vulnérable en cas de crise et faisant appel aux joueurs. Ils espéraient que dans l'histoire, les joueurs pourraient voir la progression du personnage de Lara. Pour indiquer sa soif de connaissances, l'équipe a ajusté les objets de collection ; les joueurs apprendraient de nouvelles langues, notamment le grec, le mongol et le russe, débloquant de nouveaux contenus et des mises à niveau. Le nouveau système d'artisanat reflète l'ingéniosité de Lara, et sa capacité à utiliser l'environnement contre ses ennemis met en valeur son intelligence.
Rhianna Pratchett a trouvé Rise of the Tomb Raider plus difficile à écrire que le reboot de 2013, découvrant l'état mental initial de Lara et l'introduction du personnage. Son casting était nettement plus petit que le redémarrage, de sorte que plus de temps d'écran pourrait être accordé à chaque personnage. Pour aider à établir le ton et les visuels du jeu, Crystal Dynamics a développé un "rippomatic" (une collection de scènes de films). Les films comprenaient Rambo 2 : La Mission, qui a inspiré l'équipe sur la mécanique furtive du jeu ; Terminator 2 : Le Jugement dernier, dont le protagoniste (Sarah Connor) et Lara Croft sont "chargés d'une vérité à laquelle personne ne croit". À couteaux tirés et Le Territoire des loups ont inspiré des scènes de jeu dans lesquelles Lara a combattu des ours et des loups. Hanna et The Descent ont inspiré les arcs, les flèches et la pioche du jeu, et Alien vs. Predator et Le Jour d'après ont aidé l'équipe à concevoir le cadre de la toundra du jeu.

### Gameplay
L’équipe à travailler l'amélioration du rythme de l'histoire, que Horton a trouvé aussi important que l'histoire elle-même. Plusieurs fonctionnalités avec un potentiel de jeu mais qui ne correspondent pas à son contexte, telles que les véhicules et une première scène dans laquelle Lara a combattu des ennemis dans une jeep, ont été coupées. L'équipe a écouté les commentaires des joueurs sur le jeu original et a apporté des ajustements au gameplay, tels que la réduction du nombre d'événements rapides, l'expansion du système de chasse et l'augmentation de l'importance de la traversée et de la furtivité. Des moments cinématographiques et des scènes d'action ont été conservés dans la suite. Le thème de la survie est resté au cœur de l'histoire, l'équipe modifiant le gameplay en conséquence ; le système d'artisanat étendu obligeait les joueurs à utiliser davantage les environnements. Crystal Dynamics a cependant évité d'en faire un jeu de survie ; l'équipe a estimé que cela découragerait l'exploration des joueurs. Comme son prédécesseur, Rise of the Tomb Raider a une structure similaire à metroidvania ; l'équipe voulait que les joueurs sentent que la Sibérie est un monde vivant et dynamique, et que le jeu n'est pas simplement une longue séquence d'événements. Selon le directeur de la conception Michael Brinker, l'équipe a décidé de rendre le jeu moins "grindy" que d'autres titres ; les joueurs ne seraient pas obligés de compléter un contenu optionnel. Le système d'amélioration des compétences a été remanié pour inclure plus d'options de joueur.
Après que les développeurs aient écouté les commentaires des joueurs, le jeu a mis davantage l'accent sur le raid sur la tombe que ses prédécesseurs. Selon Hughes, l'équipe a analysé certains des anciens titres de Tomb Raider et a distillé leurs meilleures fonctionnalités tout en incorporant les énigmes basées sur la physique du redémarrage. Ils avaient l'intention d'ajouter d'autres tombes anciennes, faisant en sorte que les joueurs se sentent comme de vrais découvreurs et inspirant la impression. Les tombes ont été rendues plus grandes que le redémarrage, et les puzzles d'eau (présentés dans les anciens jeux Tomb Raider) ont été inclus. Les puzzles étaient souvent interconnectés, l'équipe adoptant une approche de puzzle imbriqué. Les tombes facultatives ont été rendues plus significatives, donnant aux joueurs des compétences et des objets uniques plutôt que de simples points d'expérience. La difficulté de chaque tombe augmente lentement au fur et à mesure que les joueurs progressent.

### L’environnement
Le monde du jeu a été conçu pour refléter l'état mental déformé de Lara, et l'équipe a introduit le concept de "beauté inquiétante" pour y parvenir. La palette de couleurs était vibrante, reflétant la grande échelle du jeu. L'équipe a été inspirée par d'autres jeux vidéo et beaux-arts, y compris des réalistes russes. Ils se sont rendus dans le parc national de Yosemite et dans plusieurs endroits en Turquie, y compris la Cappadoce, Istanbul et Éphèse, pour faire des recherches sur la culture byzantine et l'architecture grecque pour concevoir la Syrie et Kitezh. L'équipe a mis six mois à créer la technologie de neige du jeu (comme les pistes de neige et les avalanches), ce qui a contribué à augmenter l'immersion des joueurs dans le jeu. Pour ajouter de la variété à son paysage, l'équipe a présenté l'Oasis (avec un look radicalement différent de la Sibérie).

### Capture de mouvement
Camilla Luddington a exprimé Lara et a fourni la capture de mouvement dans un studio de Los Angeles sur une période de deux ans. Selon l'actrice, l'un des plus grands défis de l'expression de Lara était de devoir "crier sur le vent et la neige". Luddington s'est formée pour le rôle, des experts lui apprenant à tenir les armes. L'équipe voulait s'assurer que le premier jeu de Lara pour la huitième génération de consoles de jeux vidéo avait l'air bien. En pulvérisant de la peinture fluorescente Mova sur le visage de Luddington, ils ont obtenu 7 000 points de référence. L'équipe a eu du mal à développer Lara à partir de la capture de mouvement, trouvant les images de Luddington trop réalistes, et a essayé de donner à la jeune Lara des expressions faciales "subtiles". Ils se sont concentrés sur les détails physiques de Lara dans les cinématiques, où ses muscles se tenaient alors qu'elle grimpait ou où sa peau devenait tachée à cause du froid. Le studio a utilisé des déformateurs basés sur des poses pour sculpter la "forme exacte" de Lara au fur et à mesure qu'elle se déplaçait. L'équipe a également utilisé des cartes de rides, permettant un mouvement plus naturel et réaliste pour le personnage.
Rise of the Tomb Raider était alimenté par le moteur de jeu interne de la Fondation. L'équipe a utilisé l'éclairage global et le rendu basé sur la physique pour créer de la lumière et des ombres. Ils ont utilisé un éditeur Horizon WYSIWYG, éditant du texte et des graphiques sous une forme proche du produit fini. L'équipe a adopté une "technique de kit-bashing", assemblant rapidement un niveau avec des modules et le reconstruisant jusqu'à ce qu'ils soient satisfaits. Pour améliorer la fidélité graphique du jeu, l'équipe s'est associée à Nixxes Software (qui a porté la version Xbox 360).

### Musique
L'objectif principal de Bobby Tahouri dans la composition de la musique du jeu, était de soutenir son récit. Tahouri a parlé à Crystal Dynamics en 2012 et a signé pour écrire la partition à la fin de 2013, ravi d'avoir plus de temps de composition que les projets précédents. Il a écouté les bandes sonores des jeux précédents pour "s'immerser dans le monde de Tomb Raider". La bande sonore a été enregistrée à Nashville par un orchestre à cordes et cuivres de 52 pièces, comprenant du violoncelle, des bois, dulcimer et un hang. La musique sibérienne comporte un instrument similaire à un gusli et un chant masculin grave. Le middleware Dynamic Percussion System crée de la musique au fillu du jeu. Crystal Dynamics a signé avec Karen O et le guitariste David Pajo pour produire la chanson thème du jeu, "I Shall Rise".
Le jeu dispose d'une bande-son Dolby Atmos.

## Accueil
Au cours de la Gamescom 2014, le jeu est annoncé comme une exclusivité temporaire sur Xbox One, du fait du soutien apporté par Microsoft après l'annonce du précédent épisode durant l'E3 2011. Le directeur du studio Crystal Dynamics, Darrell Gallagher, précise sur son blog que l'opus en question est une véritable exclusivité Microsoft. Interviewé par Eurogamer, Phil Spencer, le dirigeant de Microsoft Studios, explique qu'une version sur Xbox 360 sera également disponible lors de la sortie du jeu, et que l'accord d'exclusivité n'est que temporaire. En juillet 2015, Square Enix annonce la sortie du jeu sur Windows pour début 2016, ainsi qu'une version sur PlayStation 4 pour fin 2016.

### Critique
Rise of the Tomb Raider a été acclamé par la critique. Selon le site Web d'agrégation de critiques Metacritic, il a recueilli "des critiques généralement favorables".
Les graphismes du jeu ont été salués par les critiques. Game Informer les a qualifiés de "étouflants" et a félicité Crystal Dynamics pour la création d'environnements détaillés à explorer pour les joueurs, bien qu'elle ait noté plusieurs problèmes de fréquence d'images. Electronic Gaming Monthly était d'accord, décrivant les zones comme "magnifiques" et notant que chaque endroit du jeu avait l'air unique. GamesRadar a fait l'éloge de la présentation du jeu et a apprécié son animation, notant qu'il s'agissait d'une production AAA. Destructoid l'a qualifié de l'un des jeux les plus beaux du marché, bien qu'il ait considéré qu'une partie de l'éclairage était irréaliste.
Sur Jeuxvideo.com, il obtient une note de 18/20.
Le jeu a été récompensé du prix du meilleur scénario par le syndicat Writers Guild of America en 2016.

### Ventes
Lors de sa première semaine de commercialisation sur les consoles Xbox, le jeu s'écoule à plus de 300 000 exemplaires. En janvier 2016, Aaron Greenberg de Microsoft annonce que plus d'un million d'exemplaires ont été écoulés.
En février 2016, selon Superdata, la version dématérialisée du jeu s'est trois fois mieux vendu sur PC en un mois que sur Xbox One depuis sa sortie en novembre. Selon Steam Spy, le total des ventes du jeu sur Steam pour l'année 2016 est de 1 303 957 exemplaires, pour un revenu estimé de 54 898 279 $, ce qui en fait la seizième meilleure vente de l'année quant au nombre d'acheteurs, et sixième quant aux revenus.
En novembre 2017, le jeu s'était vendu à 7 millions d'exemplaires.